# Hájek u Ostrova
Hájek (deutsch Grasengrün) ist eine Gemeinde in Tschechien. Sie liegt sieben Kilometer nordwestlich von Karlovy Vary und gehört zum Okres Karlovy Vary.

## Geographie
Hájek befindet sich am Übergang des Falkenauer Beckens zum Duppauer Gebirge. Westlich des Dorfes erhebt sich der Jahodník (540 m). Im Osten verlaufen die Bahnstrecke Chomutov–Cheb und die die Staatsstraße 13/E 442 zwischen Karlovy Vary und Ostrov.
Nachbarorte sind Bystřice und Kfely im Norden, Ostrov, Liticov und Mořičov im Nordosten, Nejda und Ovčárna im Osten, Nová Víska im Südosten, Lesov im Süden, Sadov und Liščí Díra im Südwesten, Velký Rybník im Westen sowie Hroznětín im Nordwesten.

## Geschichte
Die erste schriftliche Erwähnung von Grasengrün stammt aus dem Jahre 1409. Vom Beginn des 16. Jahrhunderts bis zur Aufhebung der Patrimonialherrschaften war das Dorf der Herrschaft Schlackenwerth untertänig. Zu den Besitzern des Dorfes gehörten die Schlicken und die Herzöge von Sachsen-Lauenburg. 1690 erwarben die Markgrafen von Baden durch Heirat den Besitz. Später gelangten die Güter an Erzherzog Ferdinand III. von Österreich-Toskana.
Ab 1850 bildete Grasengrün mit dem Ortsteil Fuchsloch eine politische Gemeinde im Bezirk Karlsbad. Mit der Fertigstellung der Eisenbahn von Schlackenwerth nach Karlsbad wurde Grasengrün 1871 an das Eisenbahnnetz angeschlossen. 1930 hatte die Gemeinde 597 Einwohner. Infolge des Münchner Abkommens wurde sie 1938 dem Deutschen Reich angeschlossen. 1939 lebten in Grasengrün 543 Menschen. Von 1938 bis 1945 war Grasengrün Teil des deutschen Landkreises Karlsbad und kam nach dem Ende des Zweiten Weltkrieges zur Tschechoslowakei zurück. Von 1946 bis 1960 gehörte die Gemeinde, die 1948 in Hájek umbenannt wurde, zum Okres Karlovy Vary-okolí und seit 1961 wieder zum Okres Karlovy Vary. 1961 wurde Nová Víska eingemeindet. Zwischen 1978 und 1990 war Hájek ein Ortsteil von Sadov.

## Gemeindegliederung
Die Gemeinde Hájek besteht aus den Ortsteilen Hájek (Grasengrün) und Nová Víska (Neudörfl), die zugleich auch Katastralbezirke bilden. Grundsiedlungseinheiten sind Hájek, Nejda (Neudau) und Nová Víska. Zu Hájek gehört außerdem die Ansiedlung Ovčárna (Schäferei).

## Sehenswürdigkeiten
- Kapelle des hl. Johannes von Nepomuk
- Pestsäule, errichtet in der ersten Hälfte des 18. Jahrhunderts